# Nouriel Roubini
Nouriel Roubini (ur. 29 marca 1958 w Stambule) – amerykański ekonomista. Wykłada w Stern School of Business przy Uniwersytecie Nowojorskim i kieruje firmą konsultingową Roubini Global Economics. Reprezentuje nurt nowej ekonomii keynesowskiej. Przewidział załamanie na amerykańskim rynku nieruchomości i recesję, jaka po nim nastąpiła w 2008 roku. Z tego powodu w 2009 roku magazyn Foreign Policy umieścił go na 4. miejscu na liście 100 najważniejszych myślicieli na świecie (w 2011 roku zajął miejsce 30.).

## Wykształcenie
Roubini ukończył studia ekonomiczne na Uniwersytecie Bocconi w Mediolanie, a w 1988 roku uzyskał doktorat na Uniwersytecie Harvarda.